# Arnold Schering
Arnold Schering (Breslavia, 2 aprile 1877 – Berlino, 7 marzo 1941) è stato un musicologo tedesco.
Figlio di un editore d'arte, crebbe a Dresda, dove frequentò il collegio Sant'Anna (Annengymnasium) imparando a suonare il violino. A partire dal 1896 proseguì i suoi studi con Joseph Joachim alla Scuola Superiore di Musica (Musikhochschule) di Berlino e musicologia all'Università di Lipsia, dove si fece notare con una tesi sulla storia del concerto strumentale, interessandosi, fra i primi, ad Antonio Vivaldi. Insegnò a Berlino dopo il 1928.